# HIF-PH阻害剤
HIF-PH阻害剤（HIF-PHそがいざい、低酸素誘導因子プロリン水酸化酵素阻害剤、hypoxia-inducible factor prolyl-hydroxylase inhibitor）は、低酸素誘導因子安定化剤（HIF安定化剤）としても知られ、低酸素誘導因子（HIF）の分解に関与する低酸素誘導因子プロリルヒドロキシラーゼという酵素を阻害することによって作用する、新しい種類の薬剤である。
2008年現在、貧血や慢性腎臓病、がん 、心筋組織への影響などが研究されている。
マウスで行われた研究では、エリスロポエチンの発現を増加させることにより、海馬の記憶を増加させる可能性があることを示唆している。